# Dzhan Zarkov
Dzhan Zarkov (en búlgaro: Джан Зарков; 8 de mayo de 2006) es un deportista búlgaro que compite en halterofilia. Ganó una medalla de bronce en el Campeonato Europeo de Halterofilia de 2024, en la categoría de 55 kg.

## Palmarés internacional
| Campeonato Europeo | Campeonato Europeo | Campeonato Europeo | Campeonato Europeo |
| Año                | Lugar              | Medalla            | Categoría          |
| ------------------ | ------------------ | ------------------ | ------------------ |
| 2024               | Sofía (Bulgaria)   | Medalla de bronce  | 55 kg              |